# Смородине
Сморо́дине — село в Україні, у Вільнянській міській громаді Запорізького району Запорізької області. До 2020 орган місцевого самоврядування — Вільнянська міська рада. 

## Географія
Село Смородине знаходиться за 0,5 км від лівого берега річки Вільнянка, вище за течією примикає місто Вільнянськ, на відстані 0,5 км розташоване село Вільнянка. До села примикають великі масиви садових ділянок. Поруч проходить залізниця, зупинний пункт Любимівка за 1,5 км.

## Історія
Населений пункт заснований 1953 року.
З 24 серпня 1991 року входить до складу незалежної України.
12 червня 2020 року, відповідно до Розпорядження Кабінету Міністрів України від № 713-р «Про визначення адміністративних центрів та затвердження територій територіальних громад Запорізької області», увійшло до складу Вільнянської міської громади.
19 липня 2020 року, в результаті адміністративно-територіальної реформи та ліквідації Вільнянського району, село увійшло до складу новоутвореного Запорізького району.

## Пам'ятки
Неподалік села, поблизу Н15 Запоріжжя — Донецьк, знаходиться стародавній курган.